# Johann Alois Jehle
Johann Alois Jehle war Landesdefensionsoberst und Kommandant von Braunau während des Bayerischen Volksaufstandes 1705.
Jehle, als Sohn eines Schusters in der zum Hochstift Augsburg gehörenden Stadt Dillingen geboren, hatte sich im bayerischen Militär unter Kurfürst Maximilian II. Emanuel vom Mannschafts- in den Offiziersstand hochgedient und sich nach Auflösung der Armee in Braunau am Inn als Getreidehändler niedergelassen.
Nach der Besetzung Braunaus durch aufständische Truppen am 28. November 1705 ernannte die Landesdefension Jehle zum Kommandanten von Braunau. Um den 4. Dezember 1705 traf Hauptmann Jehle in Braunau die beiden Anführer Matthias Ägidius Fuchs und Georg Sebastian Plinganser. Am 18. Dezember berief er für den 21. Dezember 1705 den Landesdefensionskongress (Braunauer Parlament) ein.
Jehle wurde vom Kongress neben Oberstleutnant von Kilburg, Johann Marian von Leyden und Franz Bernhard von Prielmayr als einer der vier Kommandeure der aufzustellenden Infanterieregimenter ernannt. Nach Niederschlagung des Aufstandes wurde Jehle von der kaiserlichen Administration in Bayern des Landes verwiesen.